# 생방송 굿데이
《생방송 굿데이》는 TBC TV에서 매주 수요일 오후 5시 45분에 방송 중인 대구 경북 지역 저녁 교양 정보 프로그램이다.

## 방송 시간
| 방송 채널 | 방송 기간                          | 방송 시간                                                                          |
| --------- | ---------------------------------- | ---------------------------------------------------------------------------------- |
| TBC TV    | 2005년 4월 25일 ~ 2007년 5월 19일  | 매주 평일 아침 7시 30분 ~ 8시 30분 (1시간) 토요일 아침 7시 40분 ~ 8시 40분 (1시간) |
| TBC TV    | 2007년 5월 21일 ~ 2012년 5월 11일  | 매주 평일 저녁 5시 50분 ~ 6시 30분 (40분)                                          |
| TBC TV    | 2012년 5월 19일 ~ 2012년 9월 1일   | 매주 토요일 아침 8시 40분 ~ 9시 50분 (1시간 10분)                                  |
| TBC TV    | 2012년 9월 7일 ~ 2017년 11월 3일   | 매주 금요일 아침 7시 30분 ~ 8시 30분 (1시간)                                       |
| TBC TV    | 2017년 11월 10일 ~ 2019년 4월 12일 | 매주 금요일 저녁 7시 ~ 8시 (1시간)                                                 |
| TBC TV    | 2019년 5월 17일 ~ 2020년 3월 27일  | 매주 금요일 저녁 7시 ~ 8시 (1시간)                                                 |
| TBC TV    | 2020년 4월 24일 ~ 2020년 9월 18일  | 매주 금요일 저녁 7시 ~ 8시 (1시간)                                                 |
| TBC TV    | 2019년 4월 19일 ~ 2019년 5월 10일  | 매주 금요일 저녁 6시 55분 ~ 7시 55분 (1시간)                                       |
| TBC TV    | 2020년 4월 10일 ~ 2020년 4월 17일  | 매주 금요일 저녁 6시 50분 ~ 7시 50분 (1시간)                                       |
| TBC TV    | 2020년 9월 25일 ~ 2022년 5월 27일  | 매주 금요일 저녁 6시 50분 ~ 7시 50분 (1시간)                                       |
| TBC TV    | 2022년 5월 30일 ~ 2022년 12월 2일  | 매주 평일 저녁 5시 50분 ~ 6시 50분 (1시간)                                         |
| TBC TV    | 2022년 12월 8일 ~ 2024년 6월 28일  | 매주 목요일 ~ 금요일 저녁 5시 50분 ~ 6시 50분 (1시간)                              |
| TBC TV    | 2024년 7월 5일 ~ 일자 미상         | 매주 금요일 저녁 5시 50분 ~ 6시 50분 (1시간)                                       |
| TBC TV    | 2025년 2월 7일 ~ 2025년 5월 2일    | 매주 금요일 저녁 5시 50분 ~ 6시 50분 (1시간)                                       |
| TBC TV    | 2025년 5월 14일 ~ 현재             | 매주 수요일 저녁 5시 50분 ~ 6시 50분 (1시간)                                       |
| TBC TV    | 일자 미상 ~ 2024년 일자 미상       | 매주 금요일 오후 5시 55분 ~ 오후 6시 50분 (55분)                                   |

## MC
- 방송인 김철원 (남성)
- 김예은 아나운서 (여성)

## 리포터
- 김종식 TBC 리포터 (남성)
- 최수경 TBC 리포터 (여성)
- 배영서 TBC 리포터 (여성)
- 홍선미 TBC 리포터 (여성)
- 문채희 TBC 리포터 (여성)
- 예나 TBC 리포터 (여성)
- 이주영 TBC 리포터 (여성)

## 타이틀 변천사
| 기수 | 프로그램 타이틀             | 방송 기간                         |
| ---- | --------------------------- | --------------------------------- |
| 1기  | TBC 생방송 아침에 만난 세상 | 2005년 4월 25일 ~ 2007년 5월 19일 |
| 2기  | 생방송 TBC 투데이           | 2007년 5월 21일 ~ 2012년 5월 11일 |
| 3기  | 행복충전 토요일이 좋다      | 2012년 5월 19일 ~ 2012년 9월 1일  |
| 4기  | 생방송 굿데이 프라이데이    | 2012년 9월 7일 ~ 일자 미상        |
| 5기  | 생방송 이목집중             | 일자 미상 ~ 2022년 일자 미상      |
| 6기  | 생방송 굿데이               | 2022년 일자 미상 ~ 현재           |

## 경쟁 프로그램
- 라이브 오늘 (KBS 대구 1TV)
- 생방송 시시각각 (대구MBC TV)